# 虫囊菌目
虫囊菌目为虫囊菌纲的一目真菌。

## 下属分类
- 角霉科 Ceratomycetaceae
- 真角虫囊菌科 Euceratomycetaceae
- 虫囊菌科 Laboulbeniaceae

虫囊菌目下未指定科的属：
- Cainomyces
- Opilionomyces
- Rodaucea